# Otostigmus cooperi
Otostigmus cooperi är en mångfotingart som beskrevs av Chamberlin 1942. Otostigmus cooperi ingår i släktet Otostigmus och familjen Scolopendridae.
Artens utbredningsområde är Panama. Inga underarter finns listade i Catalogue of Life.